# Zvonice v Doubravech
Dřevěná zvonice z roku 1848 stojí na návsi v obci Doubravy v okrese Zlín. Je kulturní památkou České republiky.

## Popis
Zvonice byla postavena v roce 1848 ve svahu v západní části návsi se sochou. Byla postavena jako náhrada za zvonici, která shořela v roce 1839. V roce 1973 byla položena nová šindelová střecha (původní byla došková) a v roce 1994 byl zavěšen zvon, který byl ulit ve zvonařské dílně Tomáškové-Dytrychové v Brodku u Přerova. V roce 2009 byla zvonice restaurována.
Zvonice je samostatně stojící roubená stavba postavena na půdorysu čtverce s valbovou střechou. Dvoustraně přitesané trámy z listnáčů jsou spojené na rybinu a uloženy na podezdívce z lomového kamene. V průčelní stěně jsou trámy osazeny na svlak a označeny římskými číslicemi. Svlakové jednokřídlé dveře jsou osazeny do trámového ostění. Zvon je upevněn na vodorovném břevnu mezi dvěma dřevěnými přitesanými sloupy, které jsou u paty upevněné do stojaté stolice a ve vrcholu zakončeny jehlancovou stříškou s krovním skeletem křížové osnovy. Ve vrcholu kuželku nahradil novodobý kříž.
Přibližné rozměry: základna 2 × 2 m, výška v rozmezí 5–5,5 m